# Municipio de Union (condado de Sheridan)
El municipio de Union (en inglés: Union Township) es un municipio ubicado en el condado de Sheridan en el estado estadounidense de Kansas. En el año 2010 tenía una población de 42 habitantes y una densidad poblacional de 0,45 personas por km².

## Geografía
El municipio de Union se encuentra ubicado en las coordenadas 39°31′27″N 100°23′8″O / 39.52417, -100.38556. Según la Oficina del Censo de los Estados Unidos, el municipio tiene una superficie total de 92.45 km², de la cual 92,45 km² corresponden a tierra firme y (0 %) 0 km² es agua.

## Demografía
Según el censo de 2010, había 42 personas residiendo en el municipio de Union. La densidad de población era de 0,45 hab./km². De los 42 habitantes, el municipio de Union estaba compuesto por el 100 % blancos. Del total de la población el 0 % eran hispanos o latinos de cualquier raza.